# Ashley Tisdale
Pour les articles homonymes, voir Tisdale.
Ashley Michelle Tisdale, née le 2 juillet 1985 à Ocean Township dans le New Jersey, est une actrice, chanteuse, productrice exécutive et blogueuse américaine.
Elle est surtout connue pour avoir joué le rôle de Maddie Fitzpatrick dans la sitcom de Disney Channel, La Vie de palace de Zack et Cody (2005-2008) et pour avoir interprété le rôle de Sharpay Evans dans le film High School Musical : Premiers pas sur scène. La saga High School Musical a connu un grand succès avec deux Disney Channel Original Movies, un film au cinéma, un spin-off et de nombreux albums. Grâce à la popularité de la saga, Ashley signe avec le label Warner Bros. Records en 2006 et elle sort deux albums : Headstrong (2007) et Guilty Pleasure (2009).
Ashley a prêté sa voix au personnage animé, Candace Flynn, dans la série animée Phinéas et Ferb qui devient le dessin animé le plus regardé par les enfants,,. Elle possède également une société de productions baptisée Blondie Girl Production et elle a travaillé comme productrice exécutive pour de nombreux films dans lesquels elle jouait, y compris le téléfilm Picture This et la nouvelle série Miss Advised sur Bravo. Entre 2010 et 2011, Ashley tenait le personnage principal dans la série dramatique Hellcats sur The CW. Elle interprétait le rôle de Savannah Monroe, une pom-pom girl très religieuse et intense. En 2012, Ashley a obtenu le rôle principal de Scary Movie 5 et le 10 mai 2013, NBC annonce que la série Super Fun Night a été commandée pour la saison 2013/2014 : Ashley joue le rôle de Jazmine, la sœur du personnage de Rebel Wilson, Kimmie. Son nouveau single You're Always Here en hommage à son grand-père décédé, Arnold, est sorti le 16 décembre 2013 et est également en vente sur iTunes. Les fonds de ce single iront à l’hôpital de recherche pour enfants St Jude.

## Biographie

### Jeunesse, famille et débuts
Née dans le comté de Monmouth du New Jersey, Ashley Tisdale est la fille cadette de Lisa Morris (née le 17 novembre 1956) et de Michael J. « Mike » Tisdale (né le 5 décembre 1955), directeur d'une société de construction. Elle a une sœur aînée, Jennifer Tisdale, elle aussi actrice. Du côté de son grand-père, Ashley a des liens de parenté avec l'homme d'affaires Ron Popeil. Du côté de sa mère, Ashley est juive et a grandi avec la religion de ses deux parents.
À l'âge de 3 ans, Ashley rencontre son manager actuel, Bill Perlman, dans un centre commercial du New Jersey. Il l'envoie faire de nombreuses auditions pour des publicités. Elle lance sa carrière en apparaissant dans Gypsy et La Mélodie du bonheur,.
À l'âge de 8 ans, elle obtient le rôle de Cosette dans la comédie musicale Les Misérables pour la tournée nationale. « Quand j'étais petite, j'ai vu la pièce de théâtre Les Misérables à Broadway et j'ai pensé que c'était la chose la plus magnifique que je n'ai jamais vue. Alors je suis allée voir mon manager et je lui ai dit que je voulais en faire partie. » déclare Ashley lors d'une interview en 2007. Elle déclare aussi n'avoir suivi qu'un seul cours de chant avant d'avoir eu le rôle. Ashley est partie en tournée pendant deux ans pour Les Misérables avant d'obtenir un rôle dans la tournée internationale de la production Annie,. À l'âge de 12 ans, elle chante à la Maison-Blanche pour le Président Bill Clinton.

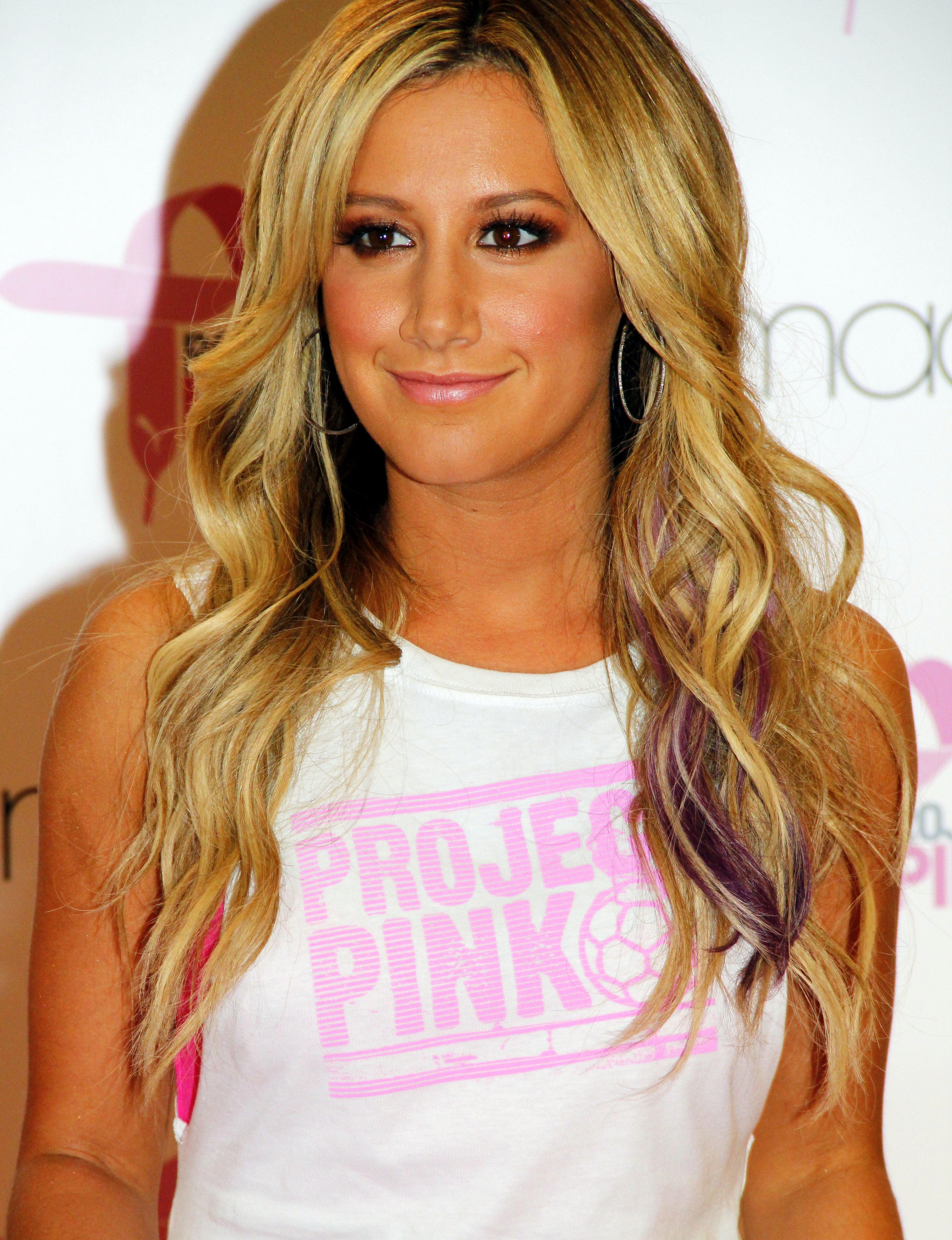
Ashley Tisdale à l'évènement Puma Project Pink à New York le 19 juillet 2012.

## Carrière

### 1997-2006
Vers la fin des années 1990 et au début des années 2000, Ashley interprétait des petits rôles dans des séries telles que Charmed saison 3 épisode 21 ou elle incarne une innocente, The Hughleys, Le Petit Malin, Sept à la maison, Boston Public. Elle joue également au cinéma dans La Belle et la Bête, 1 001 Pattes et Donnie Darko. Durant cette période, elle travaillait également comme mannequin pour l'agence de mannequinat Ford. Grâce à son rôle dans Boston Public, elle a reçu une nomination pour un Young Artist Award dans la catégorie "Meilleure performance d'un invité dans une série dramatique".
En 2004, elle a eu le rôle de Maddie Fitzpatrick dans la sitcom, La Vie de palace de Zack et Cody qui a été diffusée sur Disney Channel du 15 mars 2005 au 11 septembre 2008. Grâce à ce rôle, elle remporte son premier prix, un Kids Choice Awards dans la catégorie "Meilleure actrice de télévision",.
En 2005, Ashley auditionne pour la saga High School Musical mais les producteurs ne l'envisagent pas tout de suite à cause de son image de "fille sage" due à son rôle dans La Vie de palace de Zack et Cody. Finalement, Ashley obtient le rôle de la peste populaire Sharpay Evans. Le premier film, High School Musical : Premiers pas sur scène, a connu un grand succès avec plus de 7,7 millions de téléspectateurs lors de sa première diffusion sur Disney Channel. L'album du film, intitulé simplement High School Musical, dans lequel Ashley chante sur la plupart des titres fut en tête des charts des meilleures ventes d'albums aux États-Unis. Elle fut la première artiste féminine à débuter avec deux chansons en tête du Billboard Hot 100 avec « What I've Been Looking For » et « Bop to the Top », qui font toutes les deux partie de l'album du film. Grâce à la popularité du premier film de la saga, Ashley signe avec le label Warner Bros. Records en juillet 2006 et elle commence à travailler sur son premier album.

### 2007-2009
En février 2007, Ashley sort son premier album intitulé Headstrong qui fut certifié or par la RIAA et qui fut placé cinquième au Billboard 200 après s'être vendu à plus de 64 000 copies dès la première semaine. Son premier single intitulé Be Good to Me est sorti en décembre 2006 et son second single intitulé He Said She Said est sorti en septembre 2007. En 2008, elle a sorti deux autres singles : Not Like That et Suddenly dans de nombreux pays mais pas en Amérique du Nord,. Un DVD est ensuite sorti intitulé There's Something About Ashley qui suit l'enregistrement et la création de l'album Headstrong.
À la suite du succès du premier High School Musical, Ashley reprend son rôle en 2007 pour High School Musical 2. Sur l'album du film, elle chante la plupart des chansons et sa performance dans ce deuxième film a été acclamé par de nombreuses critiques notamment par The Hollywood Reporter,,. High School Musical 2 connait plus de succès que le premier avec 17 millions de téléspectateurs lors de sa première diffusion sur Disney Channel. Cette même année, Ashley prête sa voix au personnage animé Candace Flynn dans la série animée Phinéas et Ferb qui devient le dessin animé le plus regardé par les enfants et qui obtient des critiques très positives,.
En 2008, Ashley fonde sa propre société de production qu'elle baptise Blondie Girl Productions. Le téléfilm de ABC Family, Picture This (2008), marque le premier film d'Ashley en tant que productrice exécutive. Le film a eu 4,5 millions de téléspectateurs lors de sa première diffusion.
Toujours en 2008, Ashley reprend son rôle pour le troisième film de HSM, High School Musical 3 : Nos années lycée, cette fois adapté pour le grand écran. Sa performance lui a valu un MTV Movie Awards dans la catégorie "Découverte féminine" en 2009. Le film gagne 42 000 000 de dollars le week-end de sa promotion ce qui en fait la plus grande promotion pour une comédie musicale.
En 2009, elle sort son deuxième album intitulé Guilty Pleasure qui se place douzième au Billboard 200, après s'être vendu à plus 25 000 copies la première semaine. En avril 2009, elle sort le premier single de l'album intitulé It's Alright, It's OK puis en octobre 2009, elle sort le deuxième single intitulé Crank It Up. Toujours en 2009, les producteurs de la série Vampire Diaries et la chaîne The CW souhaitent intégrer l'actrice au casting de la série dans les rôles de Elena Gilbert et Katherine Pierce. Elle préféra décliner l'offre.
Cette même année, Ashley joue dans le film Les Zintrus qui n'a pas eu beaucoup de succès au box-office.

### Depuis 2010

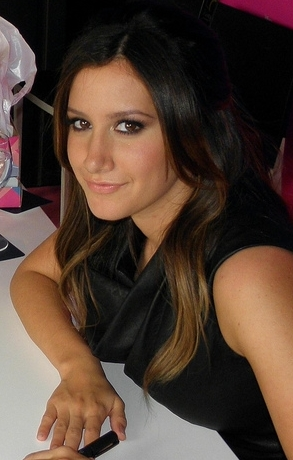
Ashley Tisdale en séance d'autographes pour la sortie du DVD de La Fabulous Aventure de Sharpay le 23 mai 2011 à Madrid.

Ashley fait son retour à la télévision en 2010, en tenant le rôle principal dans la série dramatique Hellcats sur The CW où elle joue le rôle de Savannah Monroe, la capitaine des pom-pom girls énergique et férocement intense. La série est basée sur le roman Cheer: Inside the Secret World of College Cheerleaders de la journaliste Kate Torgovnick et est décrite comme étant un mélange entre le film L'Arriviste et la saga American Girls,. Cependant, après une seule saison, la série a été annulée en mai 2011. En 2010, elle prête sa voix pour de nombreux dessins animés comme The Cleveland Show, Les Griffin et Glenn Martin, DDS. Elle fait ensuite une apparition dans Raising Hope et elle joue dans le pilote d'une nouvelle série sur CBS mais elle n'a pas été prise,.
Un spin-off de High School Musical intitulé La Fabulous Aventure de Sharpay est sorti directement en DVD où Ashley reprend le rôle de Sharpay Evans et travaille comme productrice exécutive du film,. Le film a eu plus de 5 millions de téléspectateurs lors de sa première diffusion sur Disney Channel. En 2011, Ashley prête sa voix au personnage Candace Flynn dans le film Phinéas et Ferb qui a eu plus de 7,6 millions de téléspectateurs lors de sa première diffusion sur Disney Channel.
À partir de 2011, Ashley commence à se concentrer sur sa carrière en tant que productrice exécutive de films et à la télévision. Sa société de production Blondie Girl Productions signe un contrat avec une autre société de production Relativity Media en 2010 afin de pouvoir créer, développer et produire des séries. Ashley a travaillé pour un film de Disney Channel intitulé Adventure Quest, un projet pour Nickelodeon, une série télévisée pour la chaîne Bravo intitulée Miss Advised, une série en préparation basée sur la série romans Bleu Cauchemar de Laurie Faria Stolarz, trois séries numériques et un projet dramatique pour ABC Family.
En juin 2012, il a été annoncé par The Weinstein Company qu'Ashley jouerait dans le cinquième Scary Movie. Elle jouera le rôle principal et le film devrait sortir d'ici 2013,.
En avril 2013, Ashley a déclaré qu'elle travaille sur son troisième album depuis l'année précédente : « J'espère que je vais un peu surprendre les gens avec quelque chose de différent de ce qu'ils ont vu auparavant. ».
Le 8 août 2013 est diffusé sur Entertainment Television son émission de téléréalité, en duo avec Vanessa Hudgens, Vanessa & Ashley: Inner Circle.
Le 16 décembre 2013, Ashley sort un nouveau single You're Always Here. C'est un hommage à son grand père décédé. Une partie des bénéfices seront reversés à l'hôpital Saint-Jude.
En 2017, Ashley obtient le rôle de Fallon dans la comédie Amateur Night.

## Style de musique
Sa musique est principalement de la pop et elle est comprise de quelques ballades et de la pop rock. L'amour et les ruptures sont les thèmes principaux des chansons d'Ashley et la production utilise souvent des instruments électriques tels que des batteries et des guitares électriques. Elle coécrit la plupart des chansons sur ses albums,. Ses influences musicales sont Britney Spears, Christina Aguilera, Lindsay Lohan, Avril Lavigne, Kelly Clarkson, The Used, Boys Like Girls, Michael Jackson, Madonna, My Chemical Romance, Lady Gaga, Katy Perry et Fergie. Lors d'une interview, Ashley déclare : « Je suis une grande fan de P!nk depuis toujours. J'adore le sens de l'humour de Katy Perry et son style pop rock. J'adore la musique de Pat Benatar. Je suis inspirée par toutes ces femmes lorsque je vais en studio, mais presque tout m'inspire. ».

## Vie privée
De 2006 à 2009, Ashley Tisdale fréquente Jared Murillo, danseur de la troupe High School Musical puis, de 2009 à 2012, elle est en couple avec le réalisateur Scott Speer - rencontré sur le tournage de son clip He Said She Said en 2007,. Elle fréquente brièvement le musicien Martin Johnson pendant trois mois en 2012.
Depuis 2012, Ashley Tisdale partage la vie du musicien Christopher French (né le 23 avril 1982). Le couple se fiance le 8 août 2013, puis se marie le 8 septembre 2014 à Santa Barbara. Ils ont deux filles : Jupiter Iris French, née le 23 mars 2021, et Emerson Clover French, née le 6 septembre 2024.

## Image publique
Ashley est représentée par Creative Artists Agency. En 2007, Ashley est apparue dans une publicité pour Staples ainsi que pour la marque de vêtements/chaussures Ecko. En 2008, elle a été classée 10e dans la liste des "100 plus hot" par le magazine américain Maxim puis elle fut élue 94e dans la liste "Forbes Celebrity 100",. Elle représente la marque Degree Girl et a d'ailleurs fait plusieurs publicités et chansons pour la marque. En 2009, Ashley a signé un contrat de cinq ans avec la marque de vêtements italienne Puerco Espin puis elle est devenue bénévole pour l'édition 2009 de l'action de charité "Bet on the Bus". En 2011, Ashley rejoint la campagne Got Milk?. En mars 2007, Ashley a déclaré dans le magazine Blender qu'elle ne fumait pas et qu'elle ne buvait pas d'alcool ; "La confiance que ma mère me donne est vraiment inculquée en moi, alors je ne suis pas quelqu'un qui serait sous la pression des pairs". En mai 2011, Ashley a posé nue pour le magazine Allure. Elle a ainsi déclaré dans le magazine "Lorsque j'ai accepté de poser nue pour le magazine, c'était un message pour dire 'je ne suis pas seulement la jeune fille que tout le monde pense que je suis. Je suis en réalité une femme'.",.

## Filmographie

### Cinéma
- 2001 : Donnie Darko de Richard Kelly : Kim
- 2007 : American Girls 4 de Steve Rash : elle-même
- 2008 : High School Musical 3 : Nos années lycée de Kenny Ortega : Sharpay Evans
- 2009 : Les Zintrus de John Schultz : Bethany Pearson
- 2011 : La Fabulous Aventure de Sharpay de Michael Lembeck : Sharpay Evans
- 2013 : Scary Movie 5 de Malcolm D. Lee : Jody
- 2014 : Comment séduire une amie de Justin Reardon : elle-même
- 2016 : Amateur Night de Lisa Addario et Joe Syracuse : Fallon

### Films d'animation
- 1995 : Si tu tends l'oreille de Yoshifumi Kondō : Yuko Harada
- 1998 : Charlie, le conte de Noël de Paul Sabella et Gary Selvaggio : le petit chien femelle
- 1998 : 1 001 Pattes de John Lasseter et Andrew Stanton : la voix du bleuet
- 2013 : Sauvons le père Noël de Leon Joosen et Aaron Seelman : Shiny
- 2014 : Oiseaux de paradis (Birds of Paradise) de Daniel De Felippo et Gustavo Giannini : Auro
- 2017 : Charming de Ross Venokur : Cendrillon (voix)

### Télévision

#### Téléfilms
- 2001 : Nathan's Choice de Robert Berlinger : Stephanie
- 2002 : The Mayor of Oyster Bay (en) de Marcy Carsey (en) et David Israel (en) : Jennifer
- 2006 : High School Musical : Premiers pas sur scène de Kenny Ortega : Sharpay Evans
- 2007 : High School Musical 2 de Kenny Ortega : Sharpay Evans
- 2008 : Mon père, cet espion de Stephen Herek : Mandy Gilbert
- 2011 : Phinéas et Ferb, le film : Voyage dans la 2e dimension de Robert F. Hughes (en) : Candace Flynn (animation, voix originale)
- 2012 : Before We Made It d'Andy Ackerman : Petra
- 2020 : Phinéas et Ferb, le film : Candice face à l'univers de Bob Bowen : Candace Flynn (animation, voix originale)

#### Séries télévisées
- 1997 : Le Petit Malin : Amy (saison 1, épisode 6)
- 1997 : Sept à la maison : Janice (saison 2, épisode 6)
- 2000 : The Amanda Show : Cold-Curer (3 épisodes)
- 2000 : Beverly Hills 90210 : Nicole Loomis (saison 10, épisode 15)
- 2000 : Movie Stars : étudiante (saison 2, épisode 10)
- 2000 : La Famille de mes rêves : Tracy (saison 1, épisode 5)
- 2000 : Boston Public : Carol Prader (saison 1, épisode 5)
- 2001 : Bette : Jessica (saison 1, épisode 14)
- 2001 : La Double Vie d'Eddie McDowd : Wendy (saison 2, épisode 6)
- 2001 : Deuxième Chance : Marni (saison 2, épisode 18)
- 2001 : Kate Brasher (en) : Winona (saison 1, épisode 6)
- 2001 : Charmed : une adolescente (saison 3, épisode 21)
- 2002 : The Hughleys (en) : Stephanie (3 épisodes[78])
- 2002 : Malcolm : la fille (saison 3, épisode 20)
- 2003 : La Vie avant tout : Sherry Lowenstein (saison 3, épisode 20)
- 2003 : Parents à tout prix : Leah (saison 3, épisode 5)
- 2003 : Une famille du tonnerre : Olivia (saison 2, épisode 21)
- 2003 : Une famille presque parfaite : Bonnie (4 épisodes[79])
- 2005-2008 : La Vie de palace de Zack et Cody : Maddie Fitzpatrick (rôle principal, 87 épisodes[80])
- 2006 : Hannah Montana : Maddie Fitzpatrick (saison 1, épisode 12)
- 2007 : Kim Possible : Camille Leon (animation, voix originale - 4 épisodes[81])
- 2007-2015 : Phinéas et Ferb : Candace Flynn (animation, voix originale - 187 épisodes[82])
- 2009 : La Vie de croisière de Zack et Cody : Maddie Fitzpatrick (saison 1, épisode 13)
- 2010 : The Cleveland Show : Lacey Stapleton (animation, voix originale - saison 1, épisode 14)
- 2010-2011 : Hellcats : Savannah Monroe (rôle principal, 22 épisodes[83])
- 2010 : Les Griffin : Kelly / Priscilla (animation, voix originale - saison 9, épisodes 1 et 6)
- 2010 : Glenn Martin, DDS (en) : Katie (animation, voix originale - saison 2, épisode 17)
- 2012 : Raising Hope : Mary-Louise (saison 2, épisode 14)
- 2012 : Sons of Anarchy : Emma Jean (2 épisodes[84])
- 2013-2014 : Sabrina, l'apprentie sorcière : Sabrina Spellman (animation, voix originale - 26 épisodes[85])
- 2013 : The Crazy Ones : Kelsi Lasker (saison 1, épisode 11)
- 2013-2014 : Super Fun Night : Jazmine Boubier (2 épisodes [86])
- 2014 : Robot Chicken : Annie / Pippi Longstocking (voix originale - saison 7, épisode 7)
- 2014-2016 : Young and Hungry : Logan Rawlings (3 épisodes[87])
- 2015 : Clipped : Danni Giordano (rôle principal, 10 épisodes[88])
- 2015 : Projet haute couture : elle-même / juge (saison 14, épisode 2)
- 2015 : Truth Be Told : Sam (saison 1, épisode 4)
- 2016 : American Dad! : Amy Reed (animation, voix originale - saison 11, épisode 2)
- 2018 : MacGyver : Allie Winthrop (saison 2, épisode 13)
- 2019 : Merry Happy Whatever : Kayla (saison 1, 8 épisodes)
- 2019- 2020 : Carol's Second Act : Jenney

### Jeu vidéo
- 2021 : The Dark Pictures Anthology: House of Ashes de Supermassive Games : Rachel King (voix et capture de mouvement)

### Comme productrice
- 2008 : Mon père, cet espion - productrice exécutive
- 2011 : La Fabulous Aventure de Sharpay - productrice exécutive
- 2012 : Miss Advised (en) - productrice exécutive de 8 épisodes[89]
- 2013 : Vanessa & Ashley: Inner Circle - productrice exécutive
- 2014 : Cloud 9 : L'ultime figure - productrice exécutive
- 2014-2018 : Young and Hungry - productrice exécutive de 71 épisodes[90]
- 2018 : Daphne et Vera (Daphne & Velma) - productrice

## Voix françaises
En France, Céline Ronté est la voix française régulière d'Ashley Tisdale. Manon Azem l'a également doublée à deux occasions.
- Céline Ronté[91] dans :
  - La Vie de palace de Zack et Cody (série télévisée)
  - Hannah Montana (série télévisée)
  - High School Musical : Premiers pas sur scène (téléfilm)
  - High School Musical 2 (téléfilm)
  - High School Musical 3 : Nos années lycée
  - Mon père cet espion (téléfilm)
  - Les Zintrus
  - La Fabulous Aventure de Sharpay
  - Raising Hope  (série télévisée)
  - Sons of Anarchy (série télévisée)
  - Merry Happy Whatever (série télévisée)
  - The Dark Pictures Anthology: House of Ashes (voix - jeu vidéo)

- Manon Azem dans : 
  - Phinéas et Ferb (voix - série télévisée)
  - Phinéas et Ferb, le film : Voyage dans la 2e dimension (voix - téléfilm)
  - Phinéas et Ferb, le film : Candice face à l'univers (voix - téléfilm)

et aussi
- Joëlle Guigui[91] dans Sept à la maison
- Sylvie Jacob[91] dans Charlie, le conte de Noël
- Patricia Legrand[91] dans Une famille presque parfaite
- Dorothée Pousséo[91] dans Kim Possible (voix - série télévisée)
- Ludivine Maffren[91] dans Super Fun Night
- Marie Tirmont[91] dans The Crazy Ones
- Sarah Marot dans Sabrina, l'apprentie sorcière (voix - série télévisée)
- Séverine Cayron dans Hellcats (série télévisée)
- Lucille Boudonnat dans Amateur Night[91]
- Audrey Sourdive[91] dans MacGyver (série télévisée)

## Discographie

### Albums studio
- 2007 : Headstrong
- 2009 : Guilty Pleasure
- 2019 : Symptoms (en)

### Singles
- 2006 : Be Good to Me (avec David Jessy) de l'album Headstrong
- 2007 : He Said She Said de l'album Headstrong
- 2008 : Not Like That de l'album Headstrong
- 2008 : Suddenly de l'album Headstrong
- 2009 : It's Alright, It's OK de l'album Guilty Pleasure
- 2009 : Crank It Up (avec Sean Garrett) de l'album Guilty Pleasure
- 2013 : You're Always Here (en)
- 2018 : Voices in My Head (en) de l'album Symptoms (en)
- 2019 : Love Me & Let Me Go (en) de l'album Symptoms (en)
- 2020 : Lemons

### Vidéos
- 2006 : Kiss The Girl de l'album The Little Mermaid OST
- 2007 : Be Good to Me de l'album Headstrong réalisé par Kenny Ortega
- 2007 : He Said She Said de l'album Headstrong réalisé par Scott Speer
- 2007 : Not Like That de l'album Headstrong réalisé par Scott Speer
- 2007 : Suddenly de l'album Headstrong réalisé par Scott Speer
- 2008 : Be Good to Me (version Allemagne) de l'album Headstrong réalisé par elle-même
- 2009 : It's Alright, It's OK de l'album Guilty Pleasure réalisé par Scott Speer
- 2009 : Crank It Up de l'album Guilty Pleasure réalisé par Scott Speer

## Récompenses et nominations

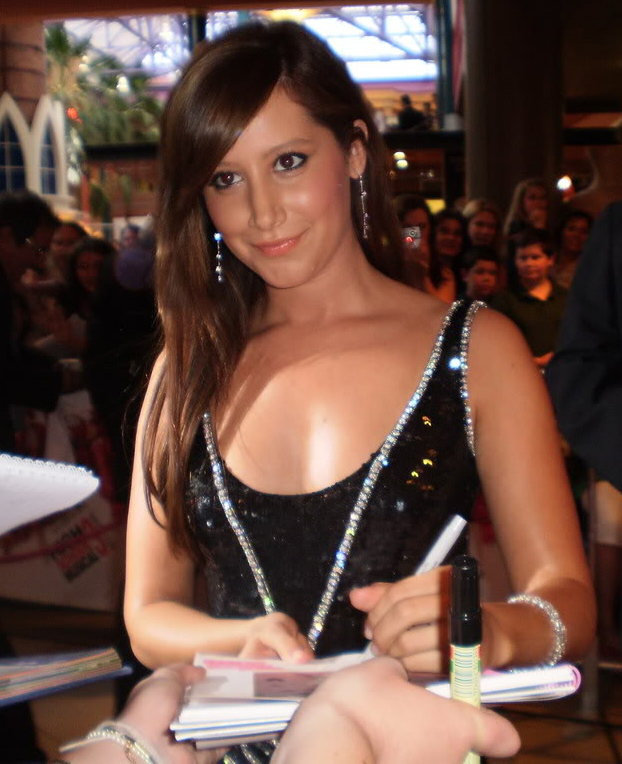
Ashley Tisdale à la Première de High School Musical 3 à Melbourne en 2008.

| Année | Prix                          | Catégorie                                                                              | Pour                                     | Résultat   |
| ----- | ----------------------------- | -------------------------------------------------------------------------------------- | ---------------------------------------- | ---------- |
| 2000  | Young Artist Award            | Meilleure performance dans une série télévisée - Jeune actrice ayant un rôle récurrent | Boston Public                            | Nomination |
| 2007  | Kids' Choice Awards           | Meilleure actrice de télévision                                                        | La Vie de palace de Zack et Cody         | Lauréat    |
| 2007  | Premios Oye!                  | Meilleur album international                                                           | Headstrong                               | Nomination |
| 2008  | Kids' Choice Awards           | Révélation féminine                                                                    | La Vie de palace de Zack et Cody         | Nomination |
| 2009  | MTV Movie Award               | Révélation féminine de l'année                                                         | High School Musical 3 : Nos années lycée | Lauréat    |
| 2009  | Teen Choice Awards            | Meilleure actrice dans un film musical et de danse                                     | High School Musical 3 : Nos années lycée | Nomination |
| 2009  | Teen Choice Awards            | Meilleure révélation féminine                                                          | Les Zintrus                              | Nomination |
| 2009  | Los Premios MTV Latinoamérica | Meilleur album pop                                                                     | Guilty Pleasure                          | Nomination |
| 2009  | Los Premios MTV Latinoamérica | Meilleure chanson                                                                      | It's Alright, It's OK                    | Nomination |
| 2014  | Young Awards Hollywood        | Social Média Superstar                                                                 |                                          | Lauréat    |
| 2014  | Teen Choice Awards            | Meilleure TV Show de l'été                                                             | Young & Hungry                           | Nomination |

## Référence
- (en) Cet article est partiellement ou en totalité issu de l’article de Wikipédia en anglais intitulé « Ashley Tisdale » (voir la liste des auteurs).

1. 1 2
2. 1 2
3. 1 2
4. 1 2 3 4 5
5. 1 2 3 4 5 6 7 8 9
6. 1 2
7. 1 2 3 4
8. 1 2
9. 1 2
10. 1 2
11. ↑  Thomas Montet, « Vanessa Hudgens et sa copine Ashley Tisdale s'éclatent dans leur télé-réalité », sur Purepeople.com, 6 août 2013 (consulté le 30 juillet 2020).
12. 1 2 3
13. 1 2  (en-US) Lisa Hiser, « Shine On Media | Ashley Tisdale Loves Madonna and Katy Perry » (consulté le 5 avril 2022)
14. ↑  « Ashley Tisdale and Her Ex Are Still 'Good Friends' », sur people.com, 15 avril 2009.
15. ↑  « PHOTOS - Ashley Tisdale et son boyfriend Scott Speer se promènent le 1er juin 2009 », sur Purepeople.com, 1er juin 2009.
16. ↑  « Ashley Tisdale et Scott Speer ont rompu », Paris Match,‎ 16 décembre 2011 (lire en ligne).
17. ↑  « Ashley Tisdale Splits from Martin Johnson », sur Ahlanlive (consulté le 30 juillet 2020).
18. ↑  (en) « Who Is Ashley Tisdale's Husband? All About Christopher French », sur people.com, 6 décembre 2023.
19. ↑  « Ashley Tisdale est fiancée ! », sur voici.fr, 10 août 2013.
20. ↑  « Ashley Tisdale Marries Christopher French », sur people.com, 9 septembre 2014.
21. ↑  Benjamin VanHoose, « Ashley Tisdale Gives Birth to Baby Girl », sur people.com, 24 mars 2021.
22. ↑  (en) « Ashley Tisdale Welcomes Baby No. 2, a Girl, with Husband Christopher French: 'Obsessed with You' », sur people.com, 7 septembre 2024.
23. ↑  http://www.caatouring.com/Public/ClientDetails.aspx?ClientID=72259&RosterCategory=Contemporary
24. ↑  http://www.maxim.com/girls/hot-100/44007/2008-hot-100.html?p=91
25. ↑  https://www.forbes.com/2008/06/11/most-powerful-celebrities-lists-celebrities08-cz_mm_0611celeb_intro.html
26. ↑  http://ashleytisdale.com/news/2009/09/28/puerco-espins-fall-collection-featuring-ashley
27. ↑  http: //www.thefutoncritic.com/news.aspx?id=20090716abc01 ""Extreme Makeover: Home Edition" Helps A Family Who Made Room In Their Big Hearts and Tiny Home for Four More Kids On One Hour's Notice"
28. ↑  http://today.msnbc.msn.com/id/17521717
29. ↑  Robyn Brown, « The Naked Truth : 4 Celebrities Go Nude for Allure », sur Allure.com, 11 avril 2011 (consulté le 30 juillet 2020).
30. ↑  http://fadedyouthblog.com/226745/the-allure-nude-issue-ashley-tisdale-kaley-cuoco-and-more
31. ↑  https://www.imdb.com/character/ch0405880/?ref_=nm_flmg_act_35
32. ↑  https://www.imdb.com/character/ch0405878/?ref_=nm_flmg_act_30
33. ↑  « The Suite Life of Zack & Cody (TV Series 2005–2008) - IMDb » [vidéo], sur IMDb (consulté le 30 juillet 2020).
34. ↑  https://www.imdb.com/character/ch0070660/?ref_=nm_flmg_act_27
35. ↑  « Phineas and Ferb (TV Series 2007–2015) - IMDb » [vidéo], sur IMDb (consulté le 30 juillet 2020).
36. ↑  « Hellcats (TV Series 2010–2011) - IMDb » [vidéo], sur IMDb (consulté le 30 juillet 2020).
37. ↑  https://www.imdb.com/character/ch0316291/?ref_=nm_flmg_act_14
38. ↑  « Sabrina : Secrets of a Teenage Witch (TV Series 2013–2014) - IMDb » [vidéo], sur IMDb (consulté le 30 juillet 2020).
39. ↑  https://www.imdb.com/character/ch0401542/?ref_=nm_flmg_act_11
40. ↑  https://www.imdb.com/character/ch0471833/?ref_=nm_flmg_act_3
41. ↑  « Clipped (TV Mini-Series 2015) - IMDb » [vidéo], sur IMDb (consulté le 30 juillet 2020).
42. ↑  « Miss Advised (TV Series 2012– ) - IMDb » [vidéo], sur IMDb (consulté le 30 juillet 2020).
43. ↑  « Young & Hungry (TV Series 2014–2018) - IMDb » [vidéo], sur IMDb (consulté le 30 juillet 2020).
44. 1 2 3 4 5 6 7 8 9 10  « Comédiens ayant doublé Ashley Tisdale en France » sur RS Doublage